# Route nationale 818
Pour les articles homonymes, voir Route 818.
La route nationale 818 ou RN 818 est une ancienne route nationale française reliant Margon (Eure-et-Loir) à L'Aigle (Orne).
À la suite de la réforme de 1972, elle est déclassée en RD 918 dans les deux départements.

## Tracé, départements et communes traversés

### Eure-et-Loir
- Margon, où elle rejoint l'ancienne route nationale 23, déclassée en D 923[1]

### Orne
- Sablons sur Huisne
- Bretoncelles
- Moutiers-au-Perche
- Le Mage
- Longny-au-Perche
- L'Hôme-Chamondot
- La Ventrouze
- Tourouvre au Perche
- Randonnai
- Crulai
- Saint-Ouen-sur-Iton
- L'Aigle